# Cleveland (Schiff, 1967)
Die USS Cleveland (LPD-7) ist ein zur Austin-Klasse gehörendes Amphibious Transport Dock der United States Navy, das im April 1967 in Dienst gestellt wurde. Als Teil der United States Pacific Fleet verbrachte das Schiff einen Großteil seiner aktiven Dienstzeit im östlichen und westlichen Pazifik. Zum Zeitpunkt ihrer Außerdienststellung im September 2011 war die Cleveland das drittälteste aktive Schiff der United States Navy. Es befand sich bis Juni 2024 in der Reserveflotte auf Hawaii und wurde anschließend als Zielschiff versenkt.

## Geschichte
Die Cleveland wurde am 25. Januar 1963 als vierte Einheit der Austin-Klasse in Auftrag gegeben und am 30. November 1964 in der Werft von Ingalls Shipbuilding auf Kiel gelegt. Der Stapellauf erfolgte am 7. Mai 1966. Am 21. April 1967 konnte das Schiff unter dem Kommando von Captain Robert Addington Hogsed in Dienst gestellt werden. Heimathafen wurde San Diego.
Nach den Probefahrten wurde die Cleveland nach Vietnam verlegt, wo sie ihren ersten Einsatz während der Tet-Offensive hatte. Nach Beendigung des Vietnamkriegs nahm das Schiff 1973 an der Operation End Sweep teil, bei der die Gewässer der vietnamesischen Küste von Minen befreit wurden. Zwischen 1974 und 1985 war es für Übungseinsätze im westlichen Pazifik stationiert.
Nach der Havarie des Öltankers Exxon Valdez im März 1989 wurde die Cleveland in den Prinz-William-Sund berufen, um dort an der Beseitigung des Öls teilzunehmen.
Während des Zweiten Golfkriegs in den Jahren 1990 und 1991 nahm das Schiff an den Operationen Desert Shield und Desert Storm teil. 1992 und 1993 verbrachte die Cleveland in Zentralamerika, wo sie im März 1993 gemeinsam mit der United States Coast Guard eine erfolgreiche Drogenrazzia auf See durchführte. Das beschlagnahmte Motorschiff Sea Chariot hatte große Mengen Kokain geladen.
1994 war das Schiff Teil einer Friedensmission der Vereinten Nationen, in dessen Verlauf mehrere afrikanische Länder angelaufen wurden. Im Oktober desselben Jahres wurde die Cleveland im Rahmen der Operation Vigilant Warrior in den Persischen Golf beordert, nachdem sich irakische Truppen an der Grenze zu Kuwait versammelt hatten.
Den Großteil der folgenden Jahre verbrachte das Schiff mit Übungseinsätzen im Pazifik sowie vor Afrika. Im Sommer 1998 nahm es in Begleitung des Flugzeugträgers Enterprise erneut an einem Einsatz im Persischen Golf teil.
Im Februar 2001 war die Cleveland für Bergungsversuche von Alaska-Airlines-Flug 261 im Einsatz, der vor Los Angeles ins Meer gestürzt war. Einen letzten großen Einsatz erlebte das Schiff ab Januar 2003 als Teil einer Flotte, die im Rahmen der Operation Enduring Freedom vor die Küste des Iraks verlegt wurde.
Am 4. August 2011 beendete die Cleveland in San Diego ihre letzte Fahrt im aktiven Dienst. Die offizielle Außerdienststellung erfolgte am 30. September 2011 nach mehr als 44 Dienstjahren. Die Cleveland wurde in die Reserveflotte nach Hawaii verlegt.
Am 17. Juni 2024 wurde die Cleveland im Rahmen der SINKEX "Valiant Shield 24" durch Kräfte der 3d Multi-Domain Task Force sowie des 181. Artillery Regiment der Tennessee National Guard versenkt.